# 主の祈り

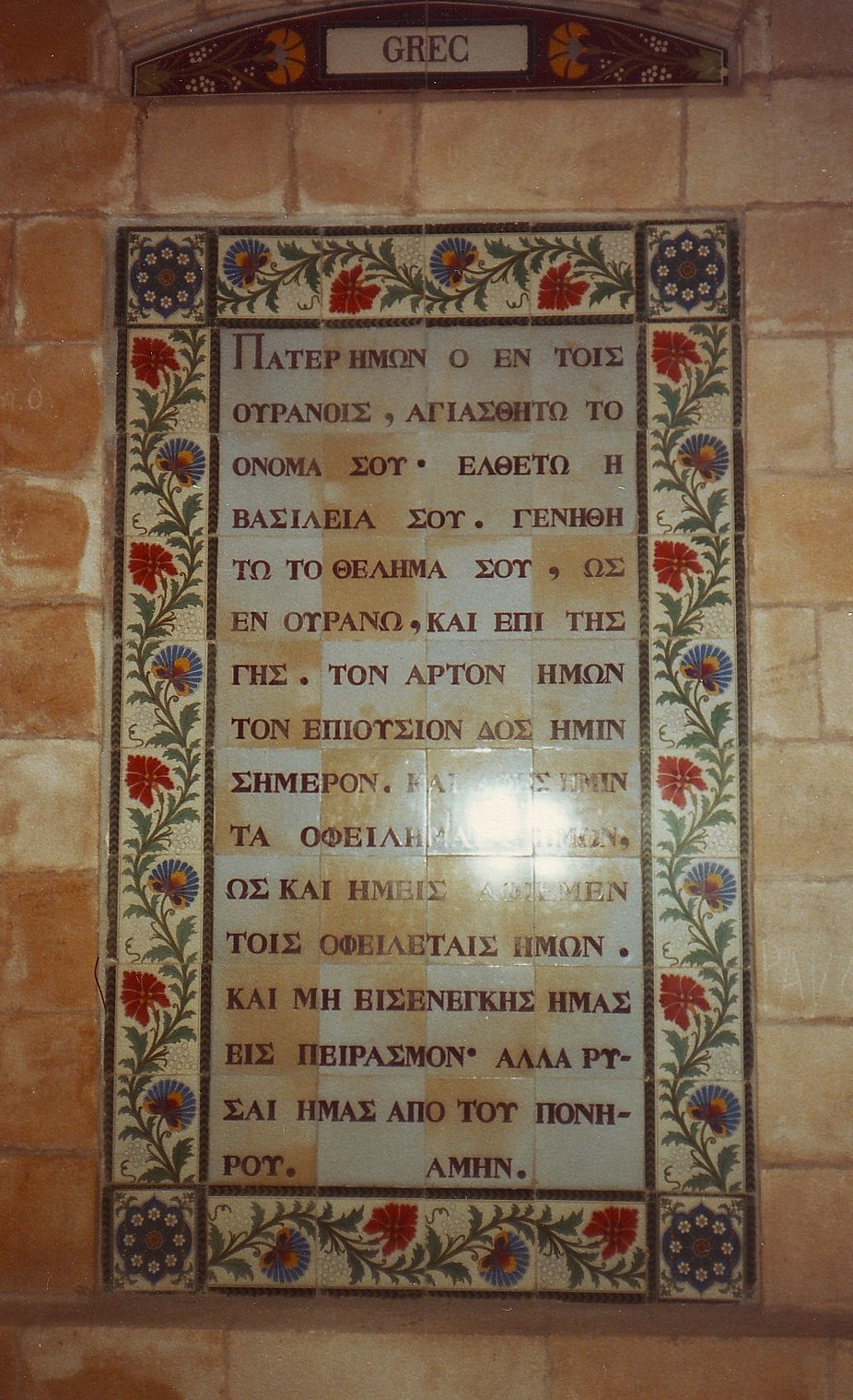
エルサレムにある主の祈りの教会に掲げられているギリシャ語の「主の祈り」

主の祈り（しゅのいのり、ギリシア語: Κυριακή προσευχή、ラテン語: Oratio Dominica または冒頭句を取って Pater Noster、英語: Lord's Prayer）は、キリスト教の最も代表的な祈祷文である。「主祷文」（しゅとうぶん）とも。日本ハリストス正教会では「天主經」（てんしゅけい、天主経）と呼ばれる。
イエス・キリスト自身が弟子たちに教えたと新約聖書に記されている祈祷文であり、キリスト教のほぼすべての教派で唱えられている。

## 概説
キリスト教は、神への祈りを捧げる時に唱える様々な定型文（祈祷文）を持っている教派も多い（その神学的地位、権威は教派によって異なる）が、どの文を正統な祈祷文と認めるかは教派によって異なり、またプロテスタントは定型文としての祈祷をほとんど持たないことも多い。その中で、主の祈りは唯一、イエス・キリストその人が「祈るときは…（中略）…こう祈りなさい」と言って弟子たちに与えたとされる祈祷文であり、教派によって文章や訳文の違いはあるものの、キリスト教のほとんどの教派で正統な祈祷文として認められている。新約聖書（福音書）には、イエスが祈り方と祈祷文を弟子たちに教える場面が書かれている。（マタイによる福音書6章6-13、ルカによる福音書11章2-4）

## 構成
祈祷文として用いられている文章は、おおよそ『マタイによる福音書』6章9-13に則っている。5章の「山上の説教」に続いて語られているもので、最初の3つの祈り（2 - 5行目）は神と天上に関する祈り、次の3つの祈り（6 - 10行目）は人間と地上に関する祈りである。また、最後の部分（11 - 13行目）は、一種の頌栄である。
「主の祈り」の最後の頌栄部分は、伝統的なラテン語訳聖書（ヴルガータ）には書かれておらず、ヒエロニムスがヴルガータを訳した時代よりも後の時代においてギリシア語聖書の『マタイによる福音書』6章13に付け加えられたものと考えられる。このため現代一般的に読まれている聖書では、福音書にこの部分は書かれていないが、宗教改革期に続々と各国語に訳され出版されたルター訳ドイツ語聖書や欽定訳英語聖書などでは、参照されたギリシア語聖書「テクストゥス・レセプトゥス」が中世のビザンチン写本を底本とした編纂であったため、頌栄部分が含まれた訳文が西方にも広まった。
カトリック以外の多くの教派では、この頌栄部分を「主の祈り」に含めて唱えているが、カトリック教会ではラテン語訳聖書（ヴルガータ）を規範としてきた伝統から、この頌栄を「主の祈り」に含めない。ただし、現行のミサ典礼文では、この頌栄に相当する文が「主の祈り」に続いて副文の結びとして唱えられる（後述）。

## 訳文

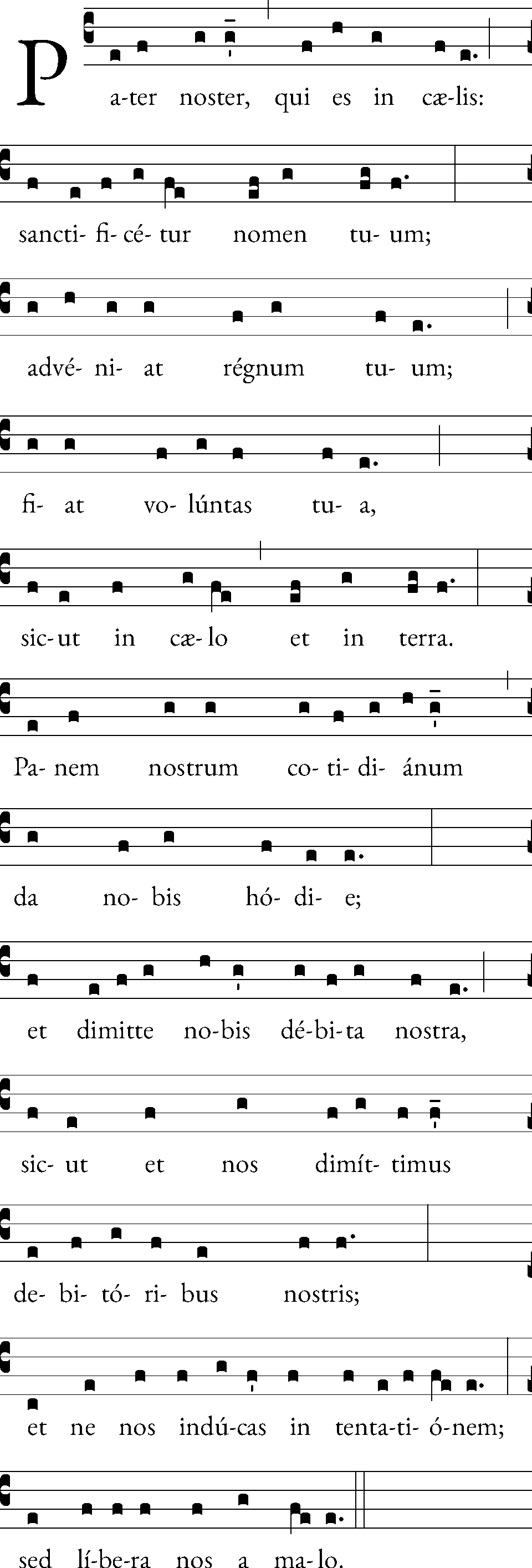
ラテン語の「主の祈り」（グレゴリオ聖歌から）

アラム語でイエスはおもに話したといわれているが、出典である福音書の原文はギリシア語であり、その後西方教会では古くからラテン語で唱えられてきたが、英語など各国語に訳される際、教派や時代によって訳語が少しずつ違ってきた。

### ラテン語訳
カトリック教会で伝統的に唱えられてきたラテン語訳文には、上述の頌栄の部分はない。1960年代に開催された「第2バチカン公会議」までは、日本を含む全世界のカトリック教会のミサなどの典礼では、このラテン語文の祈りが唱えられてきた。
Pater noster, qui es in caelis,

sanctificetur nomen tuum.

Adveniat regnum tuum.

Fiat voluntas tua sicut in caelo et in terra.

Panem nostrum quotidianum da nobis hodie,

Et dimitte nobis debita nostra,

sicut et nos dimittimus debitoribus nostris.

Et ne nos inducas in tentationem;

sed libera nos a malo.

[Quia tuum est regnum et potentia et gloria

in saecula saeculorum.]

Amen.

### 英語訳

#### 古英語版
Wessex Gospels(10–12世紀ごろ)における古英語への訳は、次のようになっている。
Fæder ure þu þe eart on heofonum, si þin nama gehalgod. To becume þin rice, gewurþe ðin willa, on eorðan swa swa on heofonum. Urne gedæghwamlican hlaf syle us todæg, and forgyf us ure gyltas, swa swa we forgyfað urum gyltendum. And ne gelæd þu us on costnunge, ac alys us of yfele. Soþlice.

#### 1611年KJV版
ジェームズ1世による欽定訳聖書における訳は以下のようになっている。
Our father which art in heaven, hallowed be thy name.

Thy kingdome come. Thy will be done, in earth, as it is in heauen.

Giue vs this day our daily bread.

And forgiue vs our debts, as we forgiue our debters.

And lead vs not into temptation, but deliuer vs from euill: For thine is the kingdome, and the power, and the glory, for euer, Amen.

#### 1988年ELLC版
プロテスタント教会合同の現代風英語訳（Modern 1988 ELLC version）は、次のようになっている。
Our Father in heaven,

hallowed be your name,

your kingdom come,

your will be done,

on earth as in heaven.

Give us today our daily bread.

Forgive us our sins

as we forgive those who sin against us.

Save us from the time of trial

and deliver us from evil.

For the kingdom, the power, and the glory are yours

now and for ever. Amen.

#### 1662年版英国聖公会祈祷書
1662年版英国聖公会祈祷書では、次の訳が記録されている。
Our Father, which art in heaven,

hallowed be thy name;

thy kingdom come;

thy will be done,

in earth as it is in heaven.

Give us this day our daily bread.

And forgive us our trespasses,

as we forgive them that trespass against us.

And lead us not into temptation;

but deliver us from evil.

[For thine is the kingdom,

the power, and the glory,

for ever and ever.]

Amen.
その後の改訂で、「And forgive us our debts, as we forgive our debtors.」ともなったことがあり、このように唱える人たちも多い。なお、米国聖公会の祈祷書にある主の祈りの訳はここに記録。

### 日本語訳

#### キリシタン訳
(どちいりな・きりしたん,1592)

ぱあてるなうすてる

天に坐す我等が御親御名を貴まれ給へ。

御代來り給へ。

天におひて御をんたあで のままなるるがごとく、地におひてもあらせ給へ。

我等が日々の御養ひを今日与へ賜び給へ。

我等より負ひたる人に赦し申ごとく、我等負ひ奉る事を赦し給へ。

我らをてんたさん に放し玉ふことなかれ。

我等を凶悪より逃し給へ。

あめん。

(どちりなきりしたん,1600)

ぱあてるのすてる

てんにましますわれらが御おや御名をたつとまれたまへ。

御代きたりたまへ。

てんにおひておぼしめすまゝなるごとく、

ちにをひてもあらせたまへ。

われらが日々の御やしなひを今日われらにあたへたまへ。

われら人にゆるし申ごとく、われらがとがをゆるしたまへ。

われらをテンタサンにはなし玉ふことなかれ。

我等をけうあくよりのがしたまへ。

アメン。

(おらしよの翻訳,1600)

ぱあてるなうすてるのおらしょ

ぱあてるなうすてる きゑす いんせりす。

さんらひせつる なうめんつうん。

あつへにあつ れぬん つうん。

ひいあつ おるたんす つうあ。しいくつ いん せろ ゑつ いんてら。

ぱあねん なうすつるん こちゝあぬん だなうびす おぢゑ。

ゑつ ぢみて なうびす てびた なうすた□。

しいくつ ゑつ なうす ぢみちむす。でびたうりぷす なうすちりす。

ゑつ ね なうす いんづうかす いん てんたしやうね。

せつ □へら なうす あまろ。

あめん。

#### プロテスタント訳
日本国のプロテスタント教会の多くで用いられてれる訳文は、1880年に出版された新約全書（明治元訳）とほぼ同文で、同書の底本がテクストゥス・レセプトゥス系統であるため、頌栄部分も聖書本文に含まれていた。
天にまします我らの父よ。

ねがわくは御名〔みな〕をあがめさせたまえ。

御国〔みくに〕を来たらせたまえ。

みこころの天になるごとく、

地にもなさせたまえ。

我らの日用の糧〔かて〕を、今日〔きょう〕も与えたまえ。

我らに罪をおかす者を、我らがゆるすごとく、

我らの罪をもゆるしたまえ。

我らをこころみにあわせず、

悪より救い出〔いだ〕したまえ。

国と力と栄えとは、

限りなくなんじのものなればなり。

アーメン。

#### カトリック教会と日本聖公会の共通口語訳
2000年に、日本のカトリック教会と日本聖公会では、独自の文語訳ないし口語訳から以下に紹介する共通口語訳を制定し、以降正式に用いている。
天におられるわたしたちの父よ、

み名が聖〔せい〕とされますように。

み国が来ますように。

みこころが天に行われるとおり

地にも行われますように。

わたしたちの日ごとの糧を

今日もお与えください。

わたしたちの罪をおゆるしください。

わたしたちも人をゆるします。

わたしたちを誘惑におちいらせず、

悪からお救いください。

国と力と栄光は、永遠にあなたのものです。

[アーメン]
斜字部分は、前述のとおりラテン語訳文になかったためカトリック教会では伝統的に「主の祈り」と見なさなかった部分で、カトリックの祈祷書などでは、エキュメニカル（超教派的）な集いなどで頌栄を続けて唱える場合の祈りとして紹介されている。カトリック教会では、この部分が主の祈りとして唱えられることはいまもほとんどなく、カトリックの現行のミサ典礼文や典礼聖歌集には、共通口語訳のうちこの部分を除いた祈りが掲載されている。ただし、ミサの中（ミサ典礼文）では、最後の「アーメン」を唱えず、後述のとおり司祭による副文と一同による栄唱（頌栄）が唱えられる。
聖公会では、1990年版の現行『日本聖公会祈祷書』の聖餐式の項においては、冒頭部分にルブリック（小さい文字で書かれる注釈）で「主の祈りを歌いまたは唱える」と書かれ、また斜線部分（頌栄）の直前にルブリックで「続けて次の祈りを歌いまた唱える」と書かれてあり、「主の祈り」の正文と頌栄部分を区別する意図が見られる。それ以前の文語版祈祷書では頌栄部分は含まれておらず、正文の末尾に「アーメン」を付す。。

##### カトリックのミサにおける副文
カトリック教会のミサ典礼文では、ミサ聖祭中の「主の祈り」に限り、正文（斜線の手前まで）に続いて司祭が副文を唱え、その結びに、栄唱（頌栄部分）に相当する句を下記のように一同で唱える。続いて司祭が「教会に平和を求める祈り」を唱え、その結びに一同が「アーメン」と唱えるようになっている。
カトリック口語訳
国と力と栄光は、永遠にあなたのもの
ラテン語原文
Quia tuum est regnum, et potestas, et gloria in saecula.

#### カトリック教会の文語訳
カトリック教会が、2000年2月15日まで使用していた主の祈り（主祷文）。現在は、公式には使用されていない。
天にましますわれらの父よ、

願わくは御名の尊まれんことを、

御国の来たらんことを、

御旨〔みむね〕の天に行わるる如く

地にも行われんことを。

われらの日用の糧を

今日〔こんにち〕われらに与え給え。

われらが人に赦す如く、

われらの罪を赦し給え。

われらを試みに引き給わざれ、

われらを悪より救い給え。

[アーメン]

#### 日本正教会の「天主経」
東方教会へはおもに教会スラブ語を通して伝わっており、日本正教会では明治期にこの教会スラブ語（ロシア正教会で使用）から作成された独特の文語体を現在でも使用しており、天主経（てんしゅけい）と呼ぶ。頌栄の部分は、司祭がその場にいるかいないかで変わる。正教会では聖体礼儀などの奉神礼においてのみならず、食前や集会の始まりに天主経を用いる。多く集会の場では定められた単純な旋律にのせて歌われる。
天に在す我等の父や。

願は爾の名は聖とせられ。

爾の國は來り。

爾の旨は天に行はるるが如く、

地にも行はれん。

我が日用の糧を今日我等に與へ給へ。

我等に債ある者を我等免すが如く、

我等の債を免し給へ。

我等を誘に導かず、

猶我等を凶惡より救ひ給へ。
（司祭が居る場合、以下司祭朗誦・高声）
蓋し國と權能と光榮は爾父と子と聖神゜に歸す、
今も何時も世々に。
「アミン」。
（司祭がいない場合は以下、ただし唱えられないことも多い）
蓋し國と權能と光榮は爾に世々に歸す「アミン」。

## 典礼上の使用
多くの教派が、その公祈祷に主の祈りを取り入れている。もっとも代表的なものは、ミサ・聖体礼儀などの聖餐を伴う祈祷である。ほかにも正教会においては晩課や各時課、カトリック教会でも聖務日課やロザリオの祈りの中でも唱えられる。具体的な配置についてはそれぞれの項目を参照。

## 音楽に載せて
主の祈りは、それを歌うように作曲され、聖歌ないし賛美歌ないし他の目的で歌われている。
- 9～10世紀：グレゴリオ聖歌 (ラテン語)
- 1607年：ハンス・レーオ・ハスラー (ドイツ語)
- 1878年：ピョートル・チャイコフスキー (教会スラブ語)
- 1883年：ニコライ・リムスキー＝コルサコフ (同上)
- 1910年：セルゲイ・ラフマニノフ (同上)
- 1926年：イーゴリ・ストラヴィンスキー (教会スラブ語 & その後ラテン語)
- 1944年：エルンスト・クルシェネク「五つの祈り」の定旋律(ドローン)として利用(ラテン語)但し、音楽は、別の音楽として作曲者が改変。
- 1999年：Paul Field & Stephen Deal — 『The Millennium Prayer』（スコットランド民謡『ほたるの光』の曲で、歌手：クリフ・リチャード）(英語)
- 2000年：ジョン・タヴナー (英語)
- 2005年：クリストファー・ティン（英語版） (スワヒリ語)

など

## 脚註

### 註釈
1. ↑  「いつくしみ深い父よ、すべての悪から わたしたちを救い、世界に平和をお与えください。あなたのあわれみに支えられて、罪から解放され、すべての困難にうち勝つことができますように。わたしたちの希望 救い主イエス・キリストが来られるのを待ち望んでいます。」